# Théâtre d'Égira
Le théâtre d'Égira (en grec moderne : αρχαίο θέατρο της Αιγείρας) est bâti sur une colline surplombant la ville d'Égira, dans le Péloponnèse. L'édifice situé à 350 m au-dessus du niveau de la mer fait face au golfe de Corinthe et, au-delà, aux côtes de la Grèce continentale. Il faisait partie d'un temple de Zeus. Il est pour la plus large part creusé dans la roche sur laquelle furent placés des gradins de même nature.

## Histoire
Le théâtre a connu deux périodes de construction, la première entre 280 et 250 av. J.-C., la seconde, à travers une extension de la cavea et de la scène, au IIe siècle apr. J.-C. à l'époque d'Hadrien.
Le théâtre fut dégagé en 1915 lors des fouilles réalisées par l'Institut archéologique autrichien d'Athènes. Des travaux de restauration ont été conduits entre 2011 et 2015 dans le cadre de la mise en valeur du site archéologique de l'ancienne Égira.

## Description
La cavea, en fer à cheval, est divisée en deux parties par un passage horizontal (diazoma) et compte onze cunei. Sa partie supérieure a presque disparu. L'orchestra, d'un diamètre de 14,4 mètres, est principalement creusée dans la roche et est entourée d'un canal destiné à évacuer les eaux de pluie. La scène bâtie à l'époque hellénistique présente des similitudes avec celle d'Épidaure. Le proscenium avait une longueur de 30,7 mètres sur une largeur de 8,5 mètres. Une colonnade de 25,63 mètres composée de douze demi-colonnes doriques soutenait le pulpitum. À l'époque romaine les entrées du chœur (parodoi) furent fermées par des portes.

## Galerie

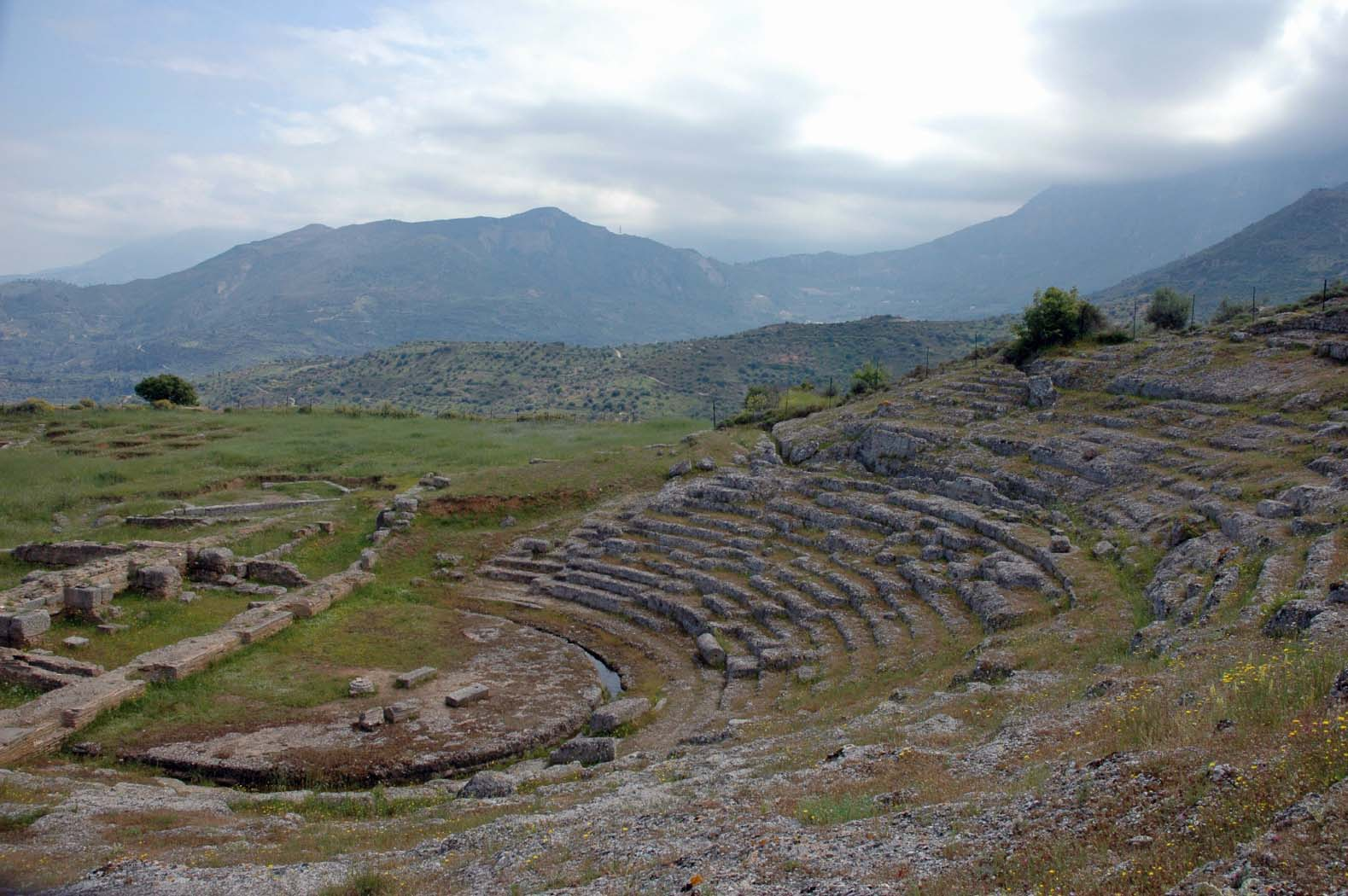
Le théâtre avant les restaurations.
Le théâtre après les restaurations.
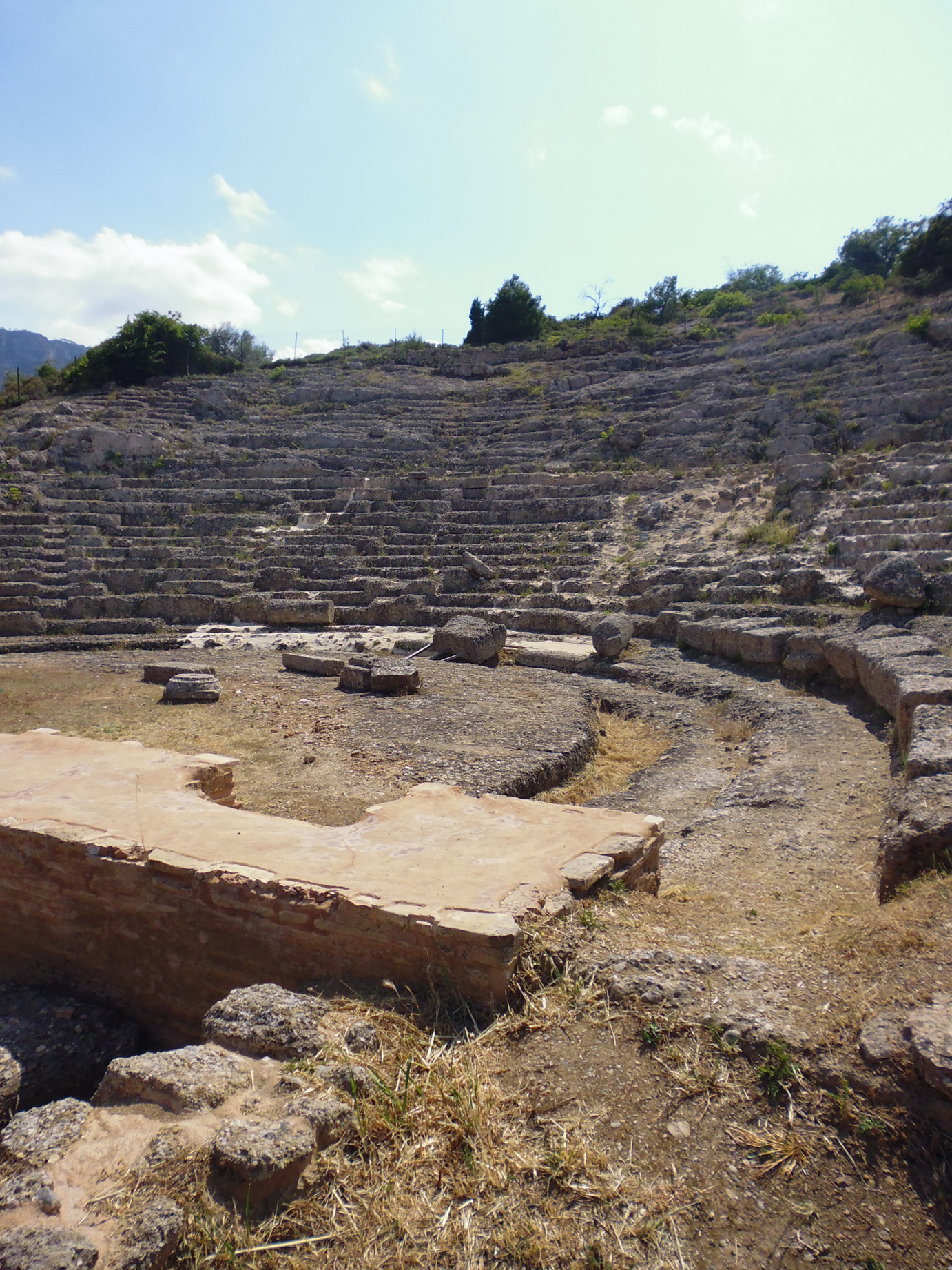
Vue depuis l'angle nord de la scène.
Théâtre et vestiges du temple de Zeus.
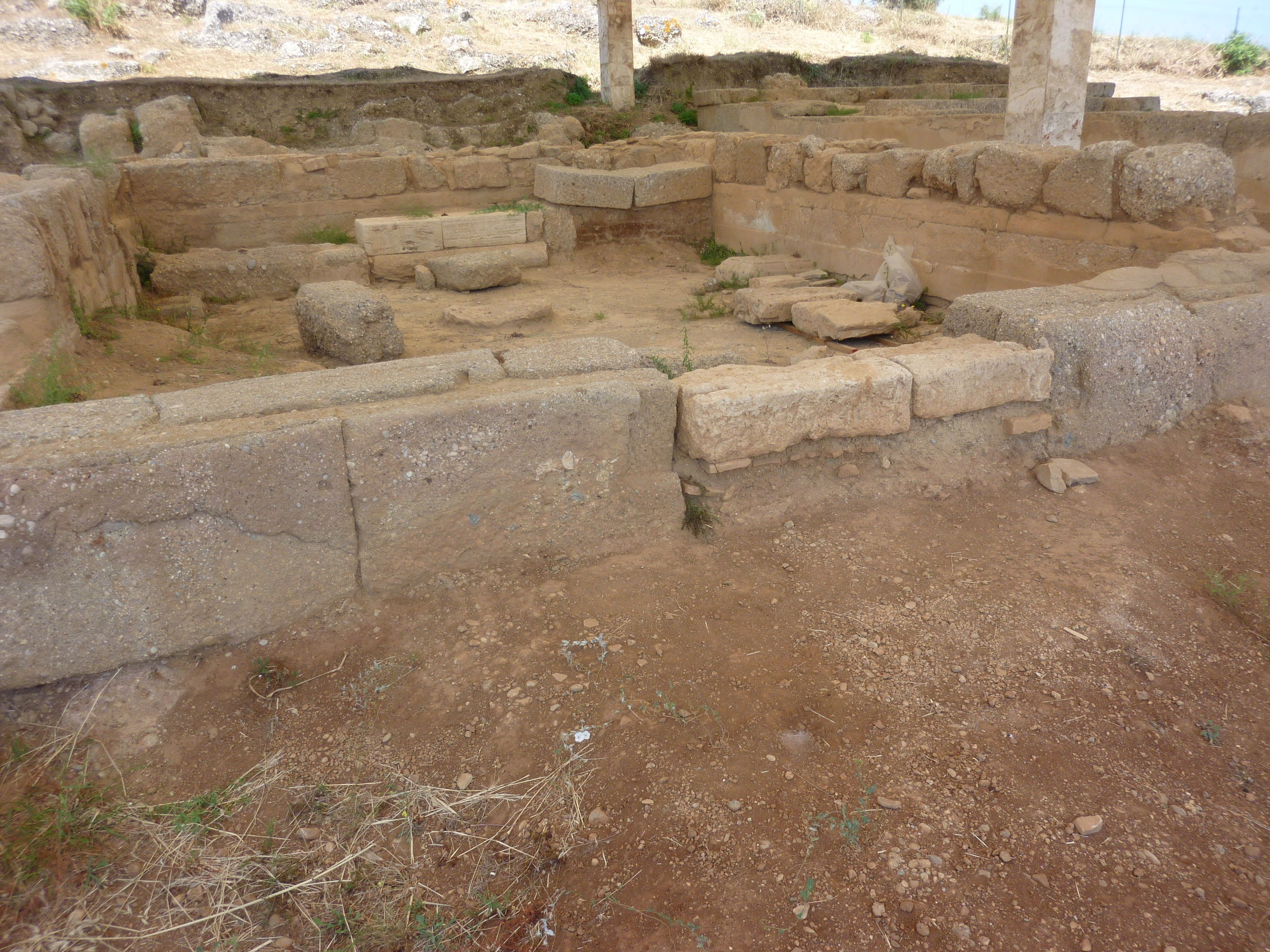
Ruines du temple de Zeus.